# کی‌دبلیوجی
کی‌دبلیوجی (انگلیسی: KWG) شرکت املاک چینی است، که در سال ۱۹۹۵ تأسیس شد.